# Ченцы (Волоколамский район)
Ченцы — деревня в Волоколамском районе Московской области России. Входит в состав городского поселения Волоколамск. Население — 213 чел. (2010).

## География
Деревня Ченцы расположена на западе Московской области, в центральной части Волоколамского района, примерно в 4 км к востоку от центра города Волоколамска.
В полутора километрах к югу от деревни проходит Волоколамское шоссе. Ближайшие сельские населённые пункты — деревни Горки и Авдотьино. В деревне 4 улицы — Мира, Советская, Фабричная и Школьная, зарегистрировано одно садовое товарищество.
Связана автобусным сообщением с районным центром.

## Население
| 1852 | 1859 | 1926 | 2002 | 2006 | 2010 |
| ---- | ---- | ---- | ---- | ---- | ---- |
| 404  | ↗411 | ↗557 | ↘292 | ↗329 | ↘213 |

## История
В «Списке населённых мест» 1862 года Ченцы — казённая деревня 2-го стана Волоколамского уезда Московской губернии по левую сторону почтового Московского тракта (из Волоколамска), при безымянной речке, в 3 верстах от уездного города, с 63 дворами, 5 фабриками и 411 жителями (207 мужчин, 204 женщины).
По данным на 1890 год входила в состав Аннинской волости Волоколамского уезда, имелось земское училище, число душ мужского пола составляло 202 человека.

В 8 верстах от той станции, в дер. Ченцы, Анинской волости, находятся ткацкие заведения: 1) Семена Тихоновича Иванова основ. в 1860 г. 16 рабоч., вырабатывает одеял и марли на 6000 руб. 2) Семена Осиповича Скачкова, основ. в 1873 г. 49 рабоч., вырабатывает одеял, тканей на 1280 руб. и 3) Семена Ивановича Белова, основ. в 1879 г. 24 рабоч., вырабатывает одеял бумажных на 1330 руб., в этой же деревне имеется Земская Школа.— Токмаков И. Ф. «Город Волоколамск Московской губернии и его уезд»
В 1913 году — 92 двора, земское училище, 4 небольшие фабрики, две чайные лавки.
По материалам Всесоюзной переписи 1926 года — центр Ченецкого сельсовета Аннинской волости, проживало 557 человек (253 мужчины, 304 женщины), насчитывалось 111 крестьянских хозяйств, имелась школа.
С 1929 года — населённый пункт в составе Волоколамского района Московского округа Московской области. Постановлением ЦИК и СНК от 23 июля 1930 года округа как административно-территориальные единицы были ликвидированы.
1929—1963 гг. — центр Ченецкого сельсовета Волоколамского района.
1963—1965 гг. — центр Ченецкого сельсовета Волоколамского укрупнённого сельского района.
1965—1983 гг. — центр Ченецкого сельсовета Волоколамского района.
1983—1994 гг. — деревня Ченецкого сельсовета Волоколамского района.
В 1994 году Московской областной думой было утверждено положение о местном самоуправлении в Московской области, сельские советы как административно-территориальные единицы были преобразованы в сельские округа.
1994—2004 гг. — деревня Ченецкого сельского округа Волоколамского района.
В 2004 году административный центр сельского округа из посёлка Холмогорка был перенесён в деревню Ченцы.
2004—2006 гг. — центр Ченецкого сельского округа Волоколамского района.
С 2006 года — деревня городского поселения Волоколамск Волоколамского муниципального района Московской области.